# Help! (chanson)
Pour les articles homonymes, voir Help.
Singles de The Beatles
Ticket to Ride/Yes It Is
(1965) We Can Work It Out/Day Tripper
(1965)
Pistes de Help!
The Night Before
Help! est une chanson des Beatles parue en single en juillet 1965, puis utilisée comme chanson-titre de leur cinquième album et du film dont ils sont les vedettes. Créditée Lennon/McCartney, Help! est principalement écrite par John Lennon, mais Paul McCartney raconte qu’il y a apporté son concours, étant appelé en urgence pour la compléter durant une session de travail de deux heures dans la maison de John.
On la retrouve dans la compilation The Beatles 1962-1966 et sur 1 où figurent les 27 chansons qui ont atteint la première place des charts britanniques ou américains.

## Genèse et enregistrement
L'histoire du titre Help!, qui signifie « Au secours ! », tient dans son point d'exclamation. Le titre Help étant déjà pris, le réalisateur songe à appeler leur deuxième film Eight Arms to Hold You (« Huit bras pour t'enlacer ») en rapport aux quatre membres du groupe et à la statue sacrée visible dès les premières images du long métrage. Ceci aurait débouché sur une chanson éponyme qui laissait perplexe le duo Lennon/McCartney. Ils ont finalement convaincu Lester de changer le titre, mais un peu trop tard; celui-ci apparaît sur l'étiquette du 45 tours américain de Ticket to Ride. Avec l'idée d'ajouter cette ponctuation au bout des quatre lettres, on contourne l’interdiction d'utiliser ce titre qui identifiera le film, l'album et une chanson qui reste à être écrite. Une fois ce problème de titre réglé et alors que le tournage du film de Richard Lester est déjà bien avancé, John Lennon compose la chanson très rapidement en avril 1965, en un après-midi, aidé par Paul McCartney. Enregistrée dans la foulée, elle servira pour le générique d'ouverture et le final du film.
La chanson est rapidement enregistrée dans les studios Abbey Road le 13 avril 1965, publiée en 45 tours, avec I'm Down de Paul McCartney en face B, le 23 juillet, et sur l'album du même nom, en titre d'ouverture, le 6 août.
La version américaine de l'album ne comprend que les sept chansons entendues dans le film augmentées de cinq pièces orchestrales de Ken Thorne, tirées de la trame sonore, en plus d'une courte ouverture à la James Bond pour la chanson Help!. Le riff de guitare de cette intro est possiblement joué par Vic Flick, le même musicien de studio qui a effectué le thème du célèbre espion. Pour les auditeurs nord-américain, cette intro faisait partie intégrante de la pièce; bien qu'absente du 45 tours, c'est cette version rallongée qui figurera sur l'album des meilleurs succès, The Beatles 1962–1966, publié en Amérique du Nord en 1973. Depuis la réédition de 1987, cette version est pratiquement disparue, apparaissant seulement dans la collection The Capitol Albums, Volume 2 sortie en 2006.

## Analyse des paroles
Comme il le raconte dans la série The Beatles Anthology, John Lennon écrit les paroles de Help! pour exprimer son désarroi devant l’énorme succès et la célébrité atteints par le groupe en 1965. Ce sentiment de vertige et d'insécurité ne colle pas avec l'assurance affichée par les Beatles et l'aspect comique (particulièrement dans le film), ou tout simplement chanson d'amour de ce Au secours! John Lennon sent bien à l'époque qu'il est impossible pour les fans du groupe de comprendre le sens profond de ses paroles. Bien plus tard, en 1980, lors d’un célèbre entretien publié par le magazine Playboy, il explique : « J’étais gros, déprimé, et j’appelais à l’aide. C’était ma période "Elvis gras". »
C'est à la lumière de ces propos que l'on peut lire les paroles du refrain de la chanson : « Help me if you can I'm feeling down, and I do appreciate you being 'round, help me get my feet back on the ground, won't you please please help me / Aide-moi si tu le peux je me sens mal, et j'apprécie que tu sois là, aide-moi à reposer les pieds sur terre, s'il te plaît, s'il te plaît aide-moi ».
Dans un autre entretien, accordé au journal Rolling Stone en 1970, John Lennon affirme qu’à cause de son honnêteté, Help! est une de ses chansons préférées parmi celles écrites avec les Beatles. Mais il aurait aimé qu’elle ait été enregistrée à un tempo plus lent. Dans cet entretien, Lennon explique aussi qu’il s’agit, avec Strawberry Fields Forever, de sa chanson la plus authentique.
Enfin, précision donnée par John Lennon, toujours dans le célèbre entretien-fleuve avec David Sheff pour le magazine Playboy : « La folie Beatles dépassait l'entendement. Nous fumions de la marijuana au petit-déjeuner. Nous étions vraiment là dedans et personne ne pouvait communiquer avec nous, car nous étions dans notre propre monde, yeux vitreux et ricanant tout le temps. C'était ça, la chanson Help! ».

## Réception
Entrée dans les charts anglais le 29 juillet, la chanson est no 1 pendant cinq semaines au mois d'août, et se classe en tête du hit-parade américain durant trois semaines en septembre.
La chanson figure à la 29e place du classement des « 500 plus grandes chansons de tous les temps » du magazine Rolling Stone. Elle est également sélectionnée par le Rock and Roll Hall of Fame, en 1995, comme l'une de « 500 chansons qui ont façonné le rock 'n' roll ».
En 2008, elle reçoit le Grammy Hall of Fame Award.

## Certifications
| Pays                 | Certifications | Date       | Unités certifiées |
| -------------------- | -------------- | ---------- | ----------------- |
| Espagne (Promusicae) | Or             | 01/2024    | 30 000            |
| États-Unis (RIAA)    | Or             | 02/09/1965 | 1 000 000         |
| Royaume-Uni (BPI)    | Or             | 17/12/2021 | 400 000           |

## Parution
À partir de 1966, ce tube est publié sur toutes les compilations des meilleurs succès du groupe. Souvent jouée en spectacle, une version live enregistrée le 1er août 1965 au théâtre ABC pour l'émission de télévision Blackpool Night Out  est disponible sur Anthology 2. Elle est aussi enregistrée à Los Angeles le 29 août 1965 et incluse dans le disque de ce spectacle intitulé The Beatles at the Hollywood Bowl, publié sur un 33 tours en 1977 et remastérisé sur CD en 2016.

### Publication en France
La chanson arrive en France en juillet 1965 sur la face A d'un 45 tours EP (« super 45 tours ») ; elle est accompagnée  de Mr. Moonlight. Sur la face B figurent I'm Down et I'll Follow the Sun. La photo illustrant la couverture est de Robert Freeman.

## Reprises
Help! a été reprise par de très nombreux artistes, parmi lesquels Caetano Veloso, Roy Orbison, Jose Feliciano dans l'album tribute to the Beatles, Deep Purple, The Carpenters, Tina Turner, Dolly Parton, The Damned, U2, Bananarama, Rick Wakeman, Kylie Minogue, Roxette, Oasis, dc Talk, McFly, et plus récemment par la série américaine Glee etc.
Elle a aussi été adaptée en français, notamment en 1965 par Les Index sous le titre Elle, et parodiée par Les Bidochons (Hep !).
The Rutles en ont fait une imitation intitulée Ouch!.